# Буачидзе, Григорий Михайлович
Григорий Михайлович Буачидзе (1916—1996) — старший сержант Рабоче-Крестьянской Красной Армии, участник Великой Отечественной войны, Герой Советского Союза (1943).

## Биография
Григорий Буачидзе родился 5 февраля 1916 года в селе Парцхнали (ныне — Харагаульский муниципалитет Грузии) в семье крестьянина. После окончания средней школы работал учителем. В 1939 году был призван на службу в Рабоче-крестьянскую Красную армию. С началом Великой Отечественной войны — на её фронтах. В 1942 году вступил в ВКП(б). К сентябрю 1943 года гвардии старший сержант командовал орудием 115-го гвардейского истребительно-противотанкового артиллерийского полка 7-й гвардейской армии Степного фронта. Отличился во время битвы за Днепр.
27 сентября 1943 года Буачидзе в составе передовых подразделений переправился через Днепр в районе села Бородаевка Верхнеднепровского района Днепропетровской области Украинской ССР. Захватив плацдарм на западном берегу реки, расчёт Буачидзе принимал участие в отражении трёх немецких контратак. 10 октября 1943 года, когда подразделение, поддерживаемое расчётом Буачидзе, атаковали четыре тяжёлых немецких танка и бронетранспортёр, расчёт Буачидзе уничтожил 2 танка.
Указом Президиума Верховного Совета СССР от 26 октября 1943 года за «образцовое выполнение боевых заданий командования на фронте борьбы с немецкими захватчиками и проявленные при этом мужество и героизм» гвардии старший сержант Григорий Буачидзе был удостоен высокого звания Героя Советского Союза с вручением ордена Ленина и медали «Золотая Звезда» за номером 1424.
После окончания войны Буачидзе был демобилизован. Вернулся в Грузинскую ССР, в 1956 году окончил Тбилисский педагогический институт. Проживал и до выхода на пенсию работал в городе Рустави. Умер в 1996 году. Похоронен на кладбище города Гори.
Был также награждён орденами Красного Знамени, Отечественной войны 1-й степени, Красной Звезды, а также рядом медалей.